# Drömsamhället
Drömsamhället är/var en TV-programserie från Utbildningsradion som granskade olika ideologier och representanter för dem i Sverige. De ideologier som programmet tog upp var liberalism, socialism, konservatism, feminism, kommunism och ekologism. Programledare var Emil Nikkhah och för idé och produktion stod Jesper Lennartsson.
I programserien medverkade bland andra: Johan Norberg, Kjell A. Nordström, Kristina Hultman, Johan Lönnroth, Elisabeth Mansén, Thomas Idergard, Anna-Klara Bratt, Fredrik Reinfeldt, Göran Persson, Johan Tralau, Anita Nyberg, Maria Abrahamsson, David Tjeder, Ingemar Gens, Lars Björlin, Kalle Larsson, Fredrik Malm, Eva Friman, Sverker Sörlin, Svante Axelsson och Per Ericson.
Programmet nominerades till Kristallen och Ikarospriset 2006.